# Polyptychus herbuloti
Polyptychus herbuloti is een vlinder uit de familie van de pijlstaarten (Sphingidae). De wetenschappelijke naam van de soort werd in 1990 gepubliceerd door Philippe Darge.